# أبو القاسم بن محمد حسن القمي
ميرزا أبو القاسم بن محمد-حسن الجيلاني القُمي (1739 - 1816 م) (1152 - 1231 هـ) عالم مسلم إيراني. ولد في قرية درباغ بناحية جابلق في بروجرد من عائلة جيلانية. درس أولًا على والده مقدمات العلوم الدينية، وواصل دراسة الفقه والأصول عند حسين الخوانساري بخانسار. ثم حضر بحث محمد باقر الوحيد البهبهاني في كربلاء. وقرأ بعده على مهدي الفتوني ومحمد باقر الهزارجريربي وحسين القزويني وأجازوه.
عاد إلى وطنه، وقام بالتدريس في مدرسة كاسِه-گَران بها. حاز المرجعية العامة لطائفة الاثنا عشرية. له مؤلفات كثيرة ورسالات عديدة بالعربية والفارسية. كما نظم بالعربية. ألف معظم كتبه في قم. أجاز عددًا من الشخصيّات وتتلمذ له كثير منهم أحمد النراقي وحسن قفطان ومحمد باقر الرشتي. توفي بمدينة قم ودفن بمقبرة شيخان.

## سيرته
هو أبو القاسم بن حسن، وقيل محمّد حسن، وقيل محمّد بن حسن بن نظر علي الگيلاني الشفتي القمي، المشهور بالميرزا القمي، والفاضل القمي، والمحقق القمي. ولد في جاپلق (من أعمال غيلان) سنة 1152 هـ، وقيل سنة 1153 هـ، وفي شبابه انتقل إلى مدينة خوانسار، وتتلمذ لدى السيّد حسين الخوانساري وغيره. ثم هاجر إلى العراق وسكن كربلاء حقبة من الزمن ثم عاد إلى بلاد فارس وقطن اصفهان في عهد السلطان كريم خان الزند، كما سكن شيراز ومن ثم قم في عهد فتح علي شاه القاجاري وبها توفي سنة 1231 هـ، وقيل سنة 1232 هـ، ودفن بها.

## آثاره
له تصانيف كثيرة بالعربية والفارسية:
- أجوبه المسائل الركنية، بالفارسية
- ارشادنامة، بالفارسية، رسالة إلى فتح علي شاه القجاري في الوعظ والإرشاد
- أسئلة أصولية، فقهية وكلامية، بالفارسية
- الاستيجار، بالعربية
- أصول الدين، بالفارسية
- إيمان فرعون''، بالفارسية، جواب عن سؤال: هل يقبل الله تعالى إيمان فرعون؟
- بيع الفضولي، بالعربية
- بيع المعاطاة، بالعربية
- تحفة عباسية، بالفارسية، جواب مفصّل عن أحكام الجهاد، ألفه لعباس ميرزا نائب السلطنة
- تراجم مشايخ الأجازة من الرواة، بالعربية
- تعليقة على شرح عبارة اللمعة في صلاة الجنائز
- التقريرات، بالعربية
- تقليد الميت، بالفارسية
- جامع الشتات، بالفارسية والعربية
- الجهادية، بالعربية
- جواز تصرف المالك في ملكه مع تضرّر الغير به، بالعربية
- جواز الحكومة الشرعية والقضاء والتحليف بتقليد المجتهد، بالعربية
- حاشية شرح مختصر ابن الحاجب العضدي، بالعربية
- الحاشية على زبدة الأصول، بالعربية
- حاشية القوانين، بالعربية
- حكم الانفحة المأخوذة من الميتة، بالعربية
- حكم الطلاق بدعوى الوكالة، بالعربية
- حكم من أجنب ليلة الصيام، بالعربية
- خلاصة الأحكام، بالفارسية
- ديوان، بالعربية والفارسية، احتوى على مدح ورثاء أهل البيت، يقرب من 5000 بيت.
- الربانية، بالعربية
- رد صوفية، بالفارسية
- رد على ردّ قوانين الأصول، بالعربية
- الرد على هنري مارتين، بالفارسية
- رسالة أحكام المعاوضة بدون الصيغة، بالعربية
- رسالة تحديد وقت الإطار المسافر، بالعربية
- رسالة الجزية، بالعربية
- رسالة في إخراج المؤن في الزكاة، بالعربية
- رسالة في الإرادة الإلهية، بالفارسية
- رسالة في اشتراط البيع من البايع على من اشترى سلعة في عقد البيع
- رسالة‌ في انتقال الدعوى
- رسالة في أن كفارة النذر تكرر أم لا؟، بالعربية
- رسالة في أنه هل يجوز إرضاع إحدى الاختين ولد الأخرى؟، بالعربية
- رسالة في بطلان التعليق في العقود
- رسالة في بيان بعض أحكام القضاء، بالعربية
- رسالة‌ في البيع، بالعربية
- رسالة في تركة الميت، بالعربية
- رسالة في تنازع الزوجين في متاع البيت، بالعربية
- رسالة في جواز نقض الفتوى، بالعربية
- رسالة‌ في الحبوة، بالعربية
- رسالة‌ في الحسن والقبح العقليين، بالعربية
- رسالة في حكم دعوى الطلاق من الزوج وإنكار الزوجة له، بالعربية
- رسالة في حكم شيربها، بالعربية
- رسالة في حكم ميراث المتمتّعين، بالعربية
- رسالة في دعوى فسق الحاكم أو الشهود، بالعربية
- رسالة في دعوى المرأة خلوها من الموانع، بالعربية
- رسالة في الزكاة، بالفارسية
- رسالة في الزكاة والخمس، بالعربية
- رسالة في الزوجية مع شرط الوكالة في الطلاق، بالعربية
- رسالة في الشكيات، بالعربية
- رسالة في الصحة والفساد، بالعربية
- رسالة في الصحيح والأعم، بالعربية
- رسالة في صلاة الجمعة، بالعربية
- رسالة في الطلاق بعوض، بالعربية
- رسالة في الطهارة والصلاة مع أحكام الجنائز، بالفارسية
- رسالة في عدم لزوم استحضار صورة المرشد في حال الذكر والفكر، بالفارسية
- رسالة في العقد للمحرمية، بالعربية
- رسالة في العقل، بالعربية
- رسالة في الغناء، بالعربية
- رسالة في‌ قاعدة التسامح في أدلة السنن والكراهة، بالعربية
- رسالة في ما يعتبر في الشهادة، بالعربية
- رسالة في‌مسائل الاحتياط، بالفارسية
- رسالة في منجزات المريض، بالعربية
- رسالة في المنطق، بالعربية
- رسالة في ميراث الزوجة، بالعربية
- رسالة في وقف المدرسة، بالعربية
- رسالة در ترجمه ی یك حدیث، بالفارسية
- شرح الألفية، بالعربية
- شرح تهذيب الوصول
- شرح حديث أمر إبليس أن يسجد لآدم، بالفارسية
- شرح حديث أنا الطين، بالعربية
- شرح حديث رأس الجالوت، بالعربية
- شرح حديث من عرف نفسه فقد عرف ربه، بالفارسية
- شرح خطبة البيان، بالفارسية
- شرح لغز جعفر وصدر، بالعربية
- الشرط في ضمن العقد، بالعربية
- الصلاة، بالفارسية
- الصلح مع خيار الفسخ، بالعربية
- الصوم، بالفارسية
- عين العين في ردّ ما زعمه المعنيين، بالعربية
- غنائم الأيام، بالعربية
- فتحية، بالفارسية
- القصاص، بالعربية
- القضاء والشهادات، بالعربية
- القوانين المحكمة، بالعربية
- كتاب إلى السيد حسين الخوانساري، بالعربية
- مرشد العوام، بالفارسية
- مسئال اصولی وفقهی، بالفارسية
- المعاملة المحاباتية، بالعربية
- معين الخواص، بالعربية
- الملكية والتصرف، بالعربية
- مناسك الحج، بالفارسية
- مناهج الأحكام، بالعربية
- منظومة في البيع، بالعربية، 140 بيتًا
- منظومة في علم البيان، بالعربية، 107 بيتًا
- الميراث، بالفارسية والعربية
- نظم اللآلي، منظومة في التجويد، بالعربية